# Michel Mielvacque de Lacour
Michel Mielvacque de Lacour, né Pierre Antoine Maximin Mielvaque, né le 29 mai 1854 à Meyssac (Corrèze) et mort le 24 juillet 1912 à Enghien-les-Bains (Val-d'Oise), est un homme politique français.

## Biographie
Fonctionnaire le jour au service des procès-verbaux de la Chambre des députés de 1874 à 1887, Maximin Mielvaque tente de s'incruster le soir dans la vie mondaine parisienne qui le fait rêver. Après avoir fréquenté un temps le cénacle littéraire germanopratin, il rejoint le Club des pannés, dont le quartier général est près de l'Arc de triomphe, en haut de l'avenue du Bois-de-Boulogne (future avenue Foch). Là, à la façon du Dr Jekyll né de Mr Hyde, il se construit un nouveau personnage, s'associe à une bande d'escrocs et d'imposteurs spécialisés dans l'arnaque au mariage riche, et s'invente différentes identités, dont celle du vicomte Michel Mielvacque de Lacour de Garbeuf. Une identité dont il se sert, en même temps que de son physique avantageux, pour séduire de jeunes femmes riches qui complètent, volontairement ou non, ses maigres revenus de fonctionnaire. En juin 1887, à 33 ans, il réussit enfin le coup de sa vie en séduisant puis en enlevant une richissime aristocrate espagnole native de Cuba, orpheline, divorcée et souhaitant s'émanciper de sa famille, Mercédès Martinez de Campos. Mielvaque, dont la réputation de chasseur de dot a été percée à jour par le clan de la jeune espagnole, n'a plus qu'à s'enfuir avec sa proie. S'ensuit une cavale de plusieurs mois à travers la France, la Belgique et l'Angleterre qui suscite un formidable engouement médiatique dans la presse nationale et internationale. Son mariage à Londres, en 1888, fait de lui un homme riche. De retour dans ses terres d'enfance corréziennes, loin du tumulte médiatique parisien et des complices de l'enlèvement qu'il a presque tous trahis, il achète le château de Sabeau, à Beynat, et se lance dans une carrière politique.   
Pour soutenir son projet, il crée grâce à la fortune de sa femme le journal L'Avenir républicain de la Corrèze qui lui sert de tremplin médiatique. Malgré son château, ses millions, son (faux) titre de vicomte et des convictions personnelles très conservatrices voire réactionnaires, Mielvaque s'inscrit au groupe des Républicains progressistes, le seul espace politique où il puisse se faire une petite place, et se présente même sous l'étiquette socialiste (à l'époque, l'extrême gauche). Élu Conseiller général de Beynat en 1893, puis député de la Corrèze quatre mois plus tard dans la circonscription de Brive-sud, il voit ses deux élections bientôt invalidées. Imposteur un jour, imposteur toujours, Mielvaque n'a en effet dû ses élections qu'à des pratiques fermement condamnées par le code électoral : corruption et achat de voix, diffamation des autres candidats au moyen de son journal, intimidation des électeurs par une bande d'hommes de main appelée "bande des tricards", et d'autres malfaisances encore. Le sud corrézien connaît alors, à l'occasion de ces élections, un climat des plus délétères et violent. Les bagarres sont fréquentes. Invalidé par deux fois, Mielvaque ne se démonte pas et se représente aussitôt, avec les mêmes méthodes, aux suffrages de ses concitoyens qui le réélisent aux deux scrutins en 1894. C'est au moyen d'un chantage sur les responsables d'un scandale qui éclabousse le microcosme médiatico-politique qu'il parvient à éviter une seconde invalidation à l'Assemblée nationale.   
En 1895, il est élu maire de son village natal de Meyssac. Mais là encore, son élection sera invalidée, Mielvaque ne figurant pas sur les listes électorales du bourg corrézien. Il corrigera cela en y achetant un bout de terrain et s'y fera réélire en 1896.  
Cependant, malgré ses trois mandats en poche, le député, conseiller général et maire brille par son absence dans toutes ses fonctions, préférant les parties de chasse ou de pêche dans la vaste propriété de son château. Surtout, son attention est captée dès 1895 et encore plus les années suivantes par le conflit qui éclate à Cuba, d'abord entre le pouvoir espagnol et les indépendantistes cubains, puis entre l'Espagne et les États-Unis qui convoitent l'île et ses ressources sucrières. Or le gros de la fortune de Mercédès Martinez de Campos (du moins ce qu'il en reste après l'achat et la restauration luxueuse du château de Sabeau et le coût vertigineux des six élections) vient justement de propriétés terriennes à Cuba. En 1898, impuissant face à la défaite espagnole, Mielvaque est complètement coupé de toute ressource financière et, ne s'étant de toute façon investi dans aucun de ses mandats, ne peut se représenter à aucun d'entre eux en 1898 (1902 pour la mairie de Meyssac).  
En 1899, il est contraint de revendre son château aux enchères et revient habiter à Paris avec son épouse et leur fille unique. Après l'ascension et la domination, Mielvaque connaît désormais la récession. Après s'être vu impliqué dans de nouveaux scandales que la presse, toujours sensible à ce bon client, ne manque pas d'étaler dans ses colonnes, il déménage à Enghien-les-Bains où il terminera ses jours dans la plus grande discrétion. En 1907, il publie sous le pseudonyme de Momus (nom du dieu antique du sarcasme et de la raillerie) un recueil de souvenirs intitulé Ioyeulzetez et remembrances. Il décède le 24 juillet 1912 à l'âge de 58 ans.  